# Михайличенко, Владимир Васильевич
Владимир Васильевич Михайличенко (род. 21 августа 1926, Пукляки, Хмельницкая область) — советский и украинский журналист, заслуженный журналист УССР (1986).

## Биография
Родился 21 августа 1926 года в селе Пукляки, Хмельницкая область.
Окончил исторический факультет Луганского педагогического института.
Более 40 лет — с 1950 по 1993 год — работал сотрудником газеты «Знамя победы» (впоследствии «Наша газета»), заместитель ответственного секретаря, заместитель редактора.
Работал в областных («Молодая гвардия») и республиканских средствах массовой информации.
Организовывал и проводил Всесоюзные акции, посвящённые строительству газопровода «Уренгой — Помары — Ужгород» и 50-летию стахановского движения.
С 1998 года работал заместителем редактора в редакционной коллегии книги «Реабилитированные историей», был редактором двух книг из серии.
Возглавлял областные делегации журналистов области в зарубежных странах.
В августе 2006 года в помещении Луганской областной государственной администрации прошла выставка к 80-летию Владимира Михайличенко.

## Награды
- медаль «За доблестный труд в Великой Отечественной войне 1941—1945 гг.»;
- медалью «За заслуги перед Луганщиной»[4];
- Заслуженный журналист УССР (1986).